# Rivalidad futbolística entre Alemania e Inglaterra
| Alemania | Inglaterra |

La selección de fútbol de Alemania y la selección de fútbol de Inglaterra tienen una gran rivalidad, aunque los dos países no comparten ninguna frontera. Su rivalidad es debida a las dos Guerras Mundiales, cuando Alemania luchó contra el Reino Unido. En 32 partidos, ambos se han ganado en 13 oportunidades.

## Historia

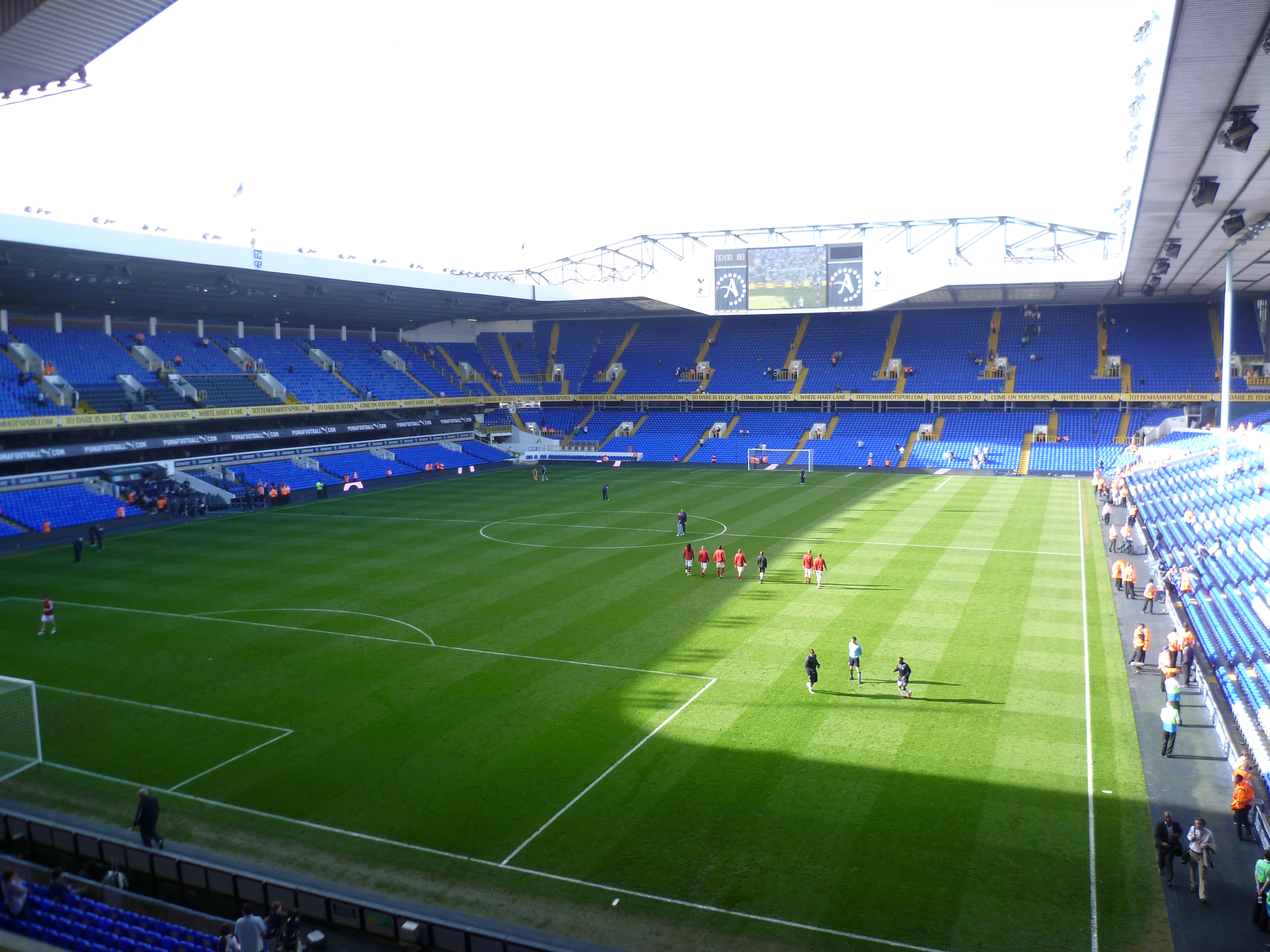
White Hart Lane, el estadio del Tottenham Hotspur FC, donde Inglaterra ganó 3-0 contra Alemania en 1935.

Los dos países jugaron por primera vez el 10 de mayo de 1930 en Berlín, durante la República de Weimar en Alemania. El partido quedó empatado 3-3.
El 4 de diciembre de 1935, el Tercer Reich de Alemania jugó su primer partido en Inglaterra, un partido amistoso en White Hart Lane, el estadio del club londinense Tottenham Hotspur (Inglaterra ganó 3-0). En mayo de 1938, en Berlín, Inglaterra ganaría 6-3. La Asociación de Fútbol de Inglaterra instruyó a sus jugadores a hacer un saludo nazi. Los saludos fueron dados pero antes, los jugadores estuvieron renuentes.
Después de la Segunda Guerra Mundial, Alemania Occidental ganó la Copa Mundial de Fútbol de 1954. Inglaterra fue el primer país que ganó contra Alemania después de la Copa Mundial: el 1 de diciembre de 1954 en el Wembley Stadium por 3-1 ante 100.000 espectadores. El 26 de mayo de 1956 Inglaterra ganó 3-1 en el Olympiastadion: los goles fueron marcados por Duncan Edwards, Colin Grainger y Johnny Haynes.
El 12 de mayo de 1965 los dos equipos jugaron en el Stadtisches Stadion de Nuremberg e Inglaterra ganó con un gol de Terry Paine. Antes de la Copa Mundial de fútbol de 1966, Inglaterra ganó 1-0 el 23 de febrero, el gol fue marcado por Nobby Stiles.
Uno de los episodios más importantes ocurrió en la Mundial de fútbol de 1966 celebrado en Inglaterra, que enfrentó a ambos países en la final. Este partido fue ganado por los ingleses en tiempo extra por marcador de 4-2 después de que el árbitro validara como tercer gol de Inglaterra un remate del delantero inglés Geoff Hurst. El disparo de Hurst golpeó en el travesaño y luego en la línea del suelo. Las imágenes televisivas demuestran que la pelota nunca ingresó al arco alemán.
En la Copa Mundial de Fútbol de 2010, ambas escuadras se enfrentaron en octavos de final (Alemania ganó por marcador de 4-1) y se repitió la situación: un tiro de Inglaterra que pegó en el travesaño y luego entra en la portería para luego regresar al terreno de juego, donde el portero alemán toma el balón tras un bote del mismo y reanuda el juego, sin embargo, esta vez el árbitro no dio por bueno el gol; la tecnología de la época redujo las discusiones, fue injusto que no se marcara.

## Reacciones de los medios de comunicación
Los medios ingleses se refieren a la Segunda Guerra Mundial cuando están discutiendo sobre Alemania, su selección y sus jugadores. Utilizan palabras despectivas como hun (huno) que fue utilizada durante la guerra para referirse a los alemanes. Cuando Inglaterra ganó 5-1 contra Alemania en la ronda clasificatoria para la Copa Mundial de Fútbol de 2002 el 1 de septiembre de 2001, el titular del periódico inglés The Daily Mirror decía que Alemania había sido Blitzed (bombardeada). El Daily Star dijo en 2010 que el uniforme alternativo negro de Alemania fue como las Camisas Negras de la Schutzstaffel y los secuaces de Mussolini.
En opinión del profesor Peter J. Beck, los alemanes no son animados en partidos contra Inglaterra, y no entienden la rivalidad.
El último partido de fútbol jugado entre estas dos selecciones se dio el 29 de junio de 2021 durante la Eurocopa 2020, aplazado para dicha fecha producto de la pandemia de coronavirus. El encuentro se produjo en el estadio Estadio de Wembley por la ronda de octavos de final con resultado 2-0 a favor de los ingleses con goles de Raheem Sterling y Harry Kane. Con este resultado el local clasificó a los cuartos de final.

## Comparativa de títulos
| Competición               | Bandera de Alemania | Bandera de Inglaterra |
| ------------------------- | ------------------- | --------------------- |
| Copa Mundial de Fútbol    | 4                   | 1                     |
| Medallas de Oro Olímpicas | 0                   | 2                     |
| Copa FIFA Confederaciones | 1                   | 0                     |
| Eurocopa                  | 3                   | 0                     |
| Totales                   | 8                   | 3                     |